# Drăcșenei
Drăcșenei est une commune du județ de Teleorman en Roumanie.